# Barrett
Barrett es el segundo álbum como solista de Syd Barrett, fundador de Pink Floyd, grabado y editado en 1970, poco después del lanzamiento de su primer álbum en solitario The Madcap Laughs. 
Para promocionarlo, Barrett estuvo en el programa de radio de John Peel, Top Gear, en febrero de 1970, donde presentó un único tema. Dos días después, empezó a grabar sus nuevos temas para Barrett en los Estudios Abbey Road, donde se le unieron los miembros de Pink Floyd David Gilmour y Rick Wright como productores y músicos.
El principal objetivo que se siguió en las sesiones de grabación fue darle estructura a los nuevos temas, para intentar que no ocurriera lo mismo que en las sesiones del disco anterior, en las que los músicos tenían que improvisar ante los cambios imprevistos de Syd. De este modo, se consiguió grabar material abundante — mucho del cual fue incluido posteriormente en álbumes como "Opel" o "Crazy Diamond"—, y el álbum estuvo terminado en mucho menos tiempo del que se tardó en montar el anterior.
Se lanzó al mercado en noviembre de 1970, 10 meses después del primer álbum, cosechando mucho menos interés y, por tanto, no logrando estar en las listas de éxitos.
Aburrido y sin rumbo, Syd Barret volvió a su ciudad natal en Cambridge. En 1972 intentó resurgir con un supergrupo llamado Stars, con el bajista Jack Monck de la banda Delivery y John Charles Alder "Twink" como batería. Versionaron temas de los orígenes de Pink Floyd y del álbum The Madcap Laughs de Barrett, dando sólo 3 conciertos, ya que la salud de Barrett había empeorado mucho y sus trastornos mentales se habían acentuado. Finalmente, Barrett se recluyó en su casa y sus apariciones posteriores se reducirían al mínimo.
En el álbum destacan canciones como "Baby Lemonade", "Dominoes" (en la que Barrett grabó una guitarra al revés en una sola toma), "Waving my Arms in the Air" o "Effervescing Elephant".

## Lista de canciones
Todas las canciones escritas y compuestas por Syd Barrett:
1. "Baby Lemonade" – 4:10
Toma 1, Grabada el 26 de febrero de 1970
2. "Love Song" – 3:03
Toma 1, Grabada el 17 de julio de 1970, pistas extra añadidas el 17 de julio
3. "Dominoes" – 4:08
Toma 3, Grabada el 14 de julio de 1970
4. "It Is Obvious" – 2:59
Toma 1, Grabada el 17 de julio de 1970, pistas extra añadidas el 20 de julio
5. "Rats" – 3:00
Demo, Grabado el 7 de mayo de 1970, pistas extra añadidas el 5 de junio
6. "Maisie" – 2:51
Toma 2, Grabada el 26 de febrero de 1970
7. "Gigolo Aunt" – 5:46
Toma 15, Grabada el 27 de febrero de 1970, pistas extra añadidas el 2 de abril
8. "Waving My Arms In The Air" – 2:09
Toma 1, Grabada el 27 de febrero de 1970, pistas extra añadidas el 2 de abril
9. "I Never Lied To You" – 1:50
Toma 1, Grabada el 27 de febrero de 1970, pistas extra añadidas el 2 de abril
10. "Wined And Dined" – 2:58
Toma 10, Grabada el 14 de julio de 1970
11. "Wolfpack" – 3:41
Toma 2, Grabada el 3 de abril de 1970
12. "Effervescing Elephant" – 1:52
Toma 9, Grabada el 14 de julio de 1970

## Personal
- Syd Barrett: guitarra, voz principal
- David Gilmour: producción, guitarra acústica 12 cuerdas, bajo, órgano, batería programada, coros
- Rick Wright: producción, teclados, piano, armonio, hammond
- Vic Saywell: tuba
- Jerry Shirley: batería programada y percusión
- Willie Wilson: percusión
- John Wilson: batería
- Peter Bown — Técnico

- Datos: Q302370